# Filipe de Magalhães
Filipe de Magalhães (* um 1571 in Azeitão; † 17. Dezember 1652 in Lissabon) war ein portugiesischer Komponist der Spätrenaissance.

## Leben und Werk
Magalhães war als Chorknabe an der Kathedrale von Évora Schüler von Pater Manuel Mendes. Die Polyphonisten Duarte Lobo und Manuel Cardoso waren dort Studienkollegen von Magalhães. Gegen Ende des Jahrhunderts wurde Magalhães der Nachfolger seines Lehrers Manuel Mendes als Leiter der Chorknaben. Später ging er zunächst als Mitglied des Chores der Königlichen Kapelle nach Lissabon und war dort von März 1623 bis 1641 Kapellmeister der Königlichen Kapelle. In Évora hatte Magalhães Estevão de Brito, Esteban López Morago und Manuel Correia unterrichtet, die später die Schule von Évora weiter führten.
Magalhães komponierte geistliche, für die Liturgie bestimmte Werke im polyphonen Stil. Von Magalhães erschien das Buch Cantus ecclesiasticus mit Gregorianischen Gesängen (cantus planus, Lissabon 1614 und weitere Auflagen), ein Totenoffizium, ein Buch mit vier- und fünfstimmigen Messen (Lissabon 1631) sowie ein Magnificat (Lissabon 1636) im Druck.